# Hiroyuki Akimoto
Hiroyuki Akimoto (jap. 秋本啓之, Akimoto Hiroyuki; * 31. Januar 1986) ist ein ehemaliger japanischer Judoka. Er war 2010 Weltmeister im Leichtgewicht, der Gewichtsklasse bis 73 Kilogramm.

## Karriere
Hiroyuki Akimoto kämpfte bis zum Sommer 2009 im Halbleichtgewicht, der Gewichtsklasse bis 66 Kilogramm. 2004 siegte er bei den Juniorenweltmeisterschaften. 2005 gewann er das Tournoi de Paris, als er im Finale den Franzosen Benjamin Darbelet bezwang. Bei den japanischen Meisterschaften im gleichen Jahr unterlag er im Finale Masato Uchishiba. 2006 siegte Akimoto beim Jigoro Kano Cup vor Uchishiba. Drei Wochen später gewann er das Weltcup-Turnier in Tiflis, wieder eine Woche später unterlag er im Finale des Tournoi de Paris gegen den Brasilianer João Derly. Bei den Asienspielen 2006 in Doha erkämpfte er eine Bronzemedaille. 2007 gewann er das Tournoi de Paris mit einem Finalsieg gegen den Brasilianer Leandro Cunha. Im April 2007 siegte er bei den japanischen Meisterschaften. Ein Jahr später belegte er bei den japanischen Meisterschaften 2008 den dritten Platz. Es siegte Masato Uchishiba, der auch bei den Olympischen Spielen 2008 für Japan antrat und dort die Goldmedaille gewann.
Im Sommer 2009 wechselte Hiroyuki Akimoto ins Leichtgewicht. Beim Grand-Slam-Turnier in Paris erreichte er Anfang 2010 das Finale und wurde Zweiter hinter dem Südkoreaner Wang Ki-chun. Im April 2010 siegte er bei den japanischen Meisterschaften, einen Monat später gewann er des Grand-Slam-Turnier in Rio de Janeiro. Bei den Weltmeisterschaften 2010 in Tokio bezwang er im Viertelfinale seinen Landsmann Yasuhiro Awano und im Halbfinale Wang Ki-chun. Durch seinen Finalsieg über den Niederländer Dex Elmont gewann er den Weltmeistertitel. Zwei Monate später trafen Akimoto und Wang Ki-chun im Finale der Asienspiele 2010 in Guangzhou erneut aufeinander, Akimoto gewann auch diesen Titel. 2011 belegte Akimoto den dritten Platz bei den japanischen Meisterschaften. Beim Grand Slam in Rio de Janeiro verpasste er als Fünfter genauso die Medaillenränge wie bei den Weltmeisterschaften in Paris. Ende 2011 gewann er das Grand-Slam-Turnier in Tokio. 
Nach zwei Jahren schwächeren Jahren kehrte Akimoto 2014 zurück in die Weltspitze. Er siegte bei den Asienspielen 2014 und beim Grand-Slam-Turnier in Tokio. 2015 gewann er die Grand-Slam-Turniere in Paris und in Tokio. Nachdem er 2016 die Qualifikation für die Olympischen Spiele verpasst hatte, erklärte er im Juni 2016 das Ende seiner Karriere als Leistungssportler.